# Aktientheorie (Staatstheorie)
Die so genannte Aktientheorie ist der Grundgedanke der Staatstheorie des Osnabrücker Rechtsgelehrten und Staatsmannes Justus Möser (1720–1794); sie ist zugleich eine (veraltete) These zur Staatsentstehung.

## Grundzüge der Aktientheorie
Möser zufolge geht der Staat, d. h. die gesamte politisch-gesellschaftliche Grundordnung an sich, ursprünglich aus einer vertraglichen Übereinkunft aller Grundbesitzer hervor. Dies unterscheidet seine Auffassung von der seinerzeit verbreiteten Form der Vertragstheorie, die in der Regel alle freien Erwachsenen (oder zumindest alle Männer), ungeachtet ihres Besitzes oder sonstiger Eigenschaften, in die ursprüngliche Staatsgründung (im so genannten Naturzustand) mit einbezog.
Für Möser stellte diese Vereinigung der Landbesitzer einen realhistorischen Vorgang dar, in dem sich beieinander lebende begüterte Familien bzw. ihre Oberhäupter zur Besorgung gemeinsamer Anliegen, wie etwa der Bewirtschaftung „herrenlosen“ Landes oder der Sicherung der Güter nach außen, zu ersten Gemeinwesen zusammenschlossen. „Die Europäer, als Landbauer, legten... das Eigenthum eines für jeden Staat bestimmten Acherhofs, Mansus genannt, zum Grunde ihrer Verbindung. Nur der ächte Eigentümer eines solchen Mansus war Mitglied der Nation...“. Diese These gilt in der ethnologischen Forschung zur Staatsentstehung als überholt. In genau diesem Sinne vergleicht Möser den Landbesitz an anderer Stelle mit einer Aktie: Durch sein Land, das der Einzelne in die „Staatsgemeinschaft“ einbringt, wird er erst zum Bürger. Es ist sein Beitrag zum Gemeinwesen, für den er Anteil an der gemeinsamen Sache, dem Staat, erwirbt. In dem auf diese Weise die staatsbürgerlichen Pflichten und Rechte direkt miteinander verbunden sind, herrscht auch eine gewisse Form von Leistungsgerechtigkeit: „Der Arme, der kein Land hat, hat keine politischen Rechte, aber er braucht eben auch keine Steuern zu zahlen und vielleicht auch keinen Wehrdienst zu leisten“, interpretiert Schröder. Ein solches Verständnis von politischer Gerechtigkeit war bis zum Ende des 19. Jahrhunderts in westlichen Gesellschaften weit verbreitet (Vergleiche Zensuswahlrecht), wäre jedoch nach dem modernen, egalitären Verständnis von Staatsbürgerschaft nicht mehr begründbar.
Obwohl nach dieser Theorie zunächst nur Landeigentümer, also Großgrundbesitzer, Anteil an der Herrschaft haben, dient die „Aktientheorie“ Mösers nicht ausschließlich der Begründung ihrer Vorrangstellung. Auch andere gesellschaftliche Gruppen (etwa das Bürgertum) konnten mit der Zeit politische Rechte erwerben, nämlich indem sie sich an den – wohl vorrangig finanziell verstandenen – Lasten des Gemeinwesens beteiligten. Dazu Schröder: „Im Laufe der Zeit reichen die eigenen Mittel der Landaktionäre nicht mehr aus und sie müssen von Geldeigentümern (Bürgern und Bauern) weitere Mittel erbitten. Sobald aber diese ‚zweite Klasse‘ höhere Steuerleistungen bewilligt, ‚tritt sie als ein freier Stand auf, der so gut das Recht zu bewilligen und zu verweigern hat, als die erste Klasse [von Bürgern].‘“ So erklärt sich nach Möser die Entstehung des dritten Standes bzw. seiner Beteiligung an der politischen Ordnung.
In letzter Konsequenz würden auch die völlig Mittellosen durch ihren militärischen Einsatz für den Staat qua Wehrpflicht Teil der Bürgerschaft (ähnlich den so genannten Theten im antiken Athen). Indem Möser aber das historisch frühere bzw. ältere Recht der Landeigentümer, die einzig die ursprünglichen „Aktien“ besitzen, vor dem Recht der späteren Bürger gelten lässt, nehmen jene damit trotzdem eine gewisse Führungsposition im Gemeinwesen ein: Aus der Tatsache, dass einzig die Großgrundbesitzer den ursprünglichen Staatsgründungsvertrag geschlossen haben, schließt er, dass alle weiteren politischen Rechte nur vom Recht der Grundbesitzer abgeleitet werden können. Die zweite und andere Klassen von Staatsbürgern haben demnach zwar politische Teilhaberechte, jedoch nicht im gleichen Umfang wie die Grundbesitzer. „Insoweit setzt sich bei Möser also doch die historische gegen die rationale Begründung der ständischen Vorrechte durch“, womit er sich von den Positionen anderer, „progressiverer“ Naturrechtsdenker seiner Zeit deutlich absetzt.